# HMS Crescent (1892)
Pour les autres navires du même nom, voir HMS Crescent.
Le HMS Crescent est un croiseur protégé de la classe Edgar de la Royal Navy.

## Histoire
Crescent est d'abord commis au sein de l'Australia station. Le 11 janvier 1895, il quitte l'Australie sous les ordres du capitaine Arbuthnot.
De 1899 à 1902, il est le vaisseau amiral du vice-amiral Frederick Bedford, commandant en chef de la North America and West Indies Station, dont le quartier général est aux Bermudes et pendant l'été à Halifax. Sous le commandement du capitaine Charles John Graves-Sawle, il visite Trinidad et la Jamaïque en février 1900, et le mois suivant Charles Town pour aider le HMS Hermes, bloqué là-bas avec un arbre cassé. Le capitaine Stanley Colville est nommé commandant le 1er mars 1900, mais ne prend le commandement du navire que plus tard. Le commandant Henry Hervey Campbell est nommé commandant en mai 1902, il participe aux célébrations du couronnement au quartier général d'Halifax cette année-là. Bedford est remplacé comme commandant en chef de la station le 15 juillet 1902, lorsqu'il part chez lui avec le Crescent, qui est remplacé comme navire amiral de la station par le HMS Ariadne. Il arrive à Spithead le 24 juillet, mais sa commission est prolongée afin qu'il puisse participer à la revue de la flotte le 16 août 1902 pour le couronnement du roi Édouard VII. À la suite de la revue, le roi part en tournée vers l'ouest le long de la côte, avec le Crescent comme navire d'escorte, il ne revient à Portsmouth qu'au début de septembre, subissant le 3 octobre une refonte complète.
Il sert pendant la Première Guerre mondiale et est vendu le 22 septembre 1921 pour une démolition en Allemagne.